# パルマ・カンパーニア
パルマ・カンパーニア（イタリア語: Palma Campania）は、イタリア共和国カンパニア州ナポリ県にある、人口約1万8000人の基礎自治体（コムーネ）。

## 地理

### 位置・広がり
ナポリ県東部のコムーネ。県都ナポリから東へ24kmの距離にある。

#### 隣接コムーネ
隣接するコムーネは以下の通り。括弧内のAVはアヴェッリーノ県所属を示す。
- カルボナーラ・ディ・ノーラ
- ドミチェッラ (AV)
- ラウロ (AV)
- リーヴェリ
- ノーラ
- ポッジョマリーノ
- サン・ジェンナーロ・ヴェズヴィアーノ
- サン・ジュゼッペ・ヴェズヴィアーノ
- サルノ (SA)
- ストリアーノ

## 行政

### 分離集落
パルマ・カンパーニアには、以下の分離集落（フラツィオーネ）がある。
- Pozzoromolo, Vico di Palma, Castello di Palma, Fiume